# Пермская духовная семинария
Пе́рмская духо́вная семина́рия — высшее православное религиозное учебное заведение, образованное в 1800 году в Перми, закрыта в 1919 году, возрождена указом Священного Синода РПЦ 25 декабря 2009 года.

## История
Пермская духовная семинария была образована под руководством епископа Иоанна (Островского). Открытие семинарии состоялось 11 (23) ноября 1800 года.
Семинарское образование приравнивалось к образованию гимназии, обучение длилось 6 лет. Первый набор студентов составил 14 человек. Первые студенты были переведены из Вятской и Тобольской семинарий, где ранее проходили обучение уроженцы Пермской губернии. Семинария размещалась в старом деревянном доме, который пожертвовал помещик Медведев.

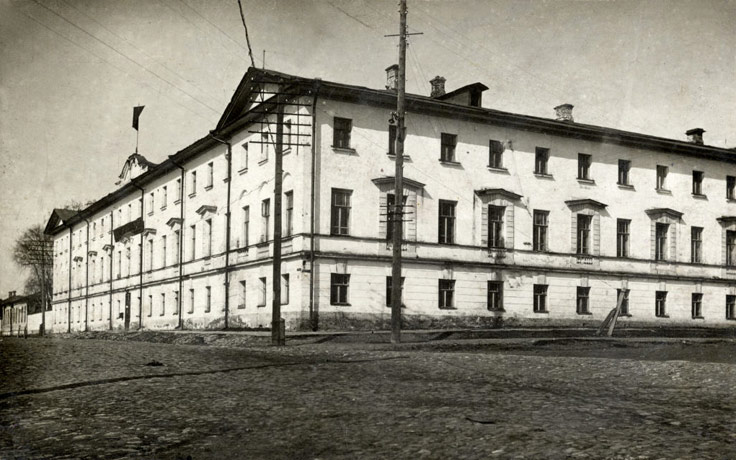
Здание семинарии в 1920-е гг.

В 1818 году при Пермской духовной семинарии было открыто духовное трехклассное училище.
В 1830 году было построено новое здание для семинарии, напротив Спасо-Преображенского кафедрального собора. Из-за нарушения правил строительства и бракованных материалов здание семинарии удалось запустить в эксплуатацию только через 10 лет, после долгих ремонтов. Во второй половине XIX века в семинарии существовали революционные кружки и подпольная типография. Во время революции 1905—1907 годов семинария была более чем на два месяца закрыта из-за бунта учащихся, ноябрь 1905 — январь 1906 года. В годы Крымской и Первой мировой войны многие семинаристы добровольцами ушли на фронт.
Кроме богословских дисциплин, в семинарии преподавали естественные и точные науки, гуманитарные науки, древние (латинский и древнегреческий) и новые (французский, немецкий) языки. Особое внимание было обращено на подготовку миссионеров, в семинарии существовал факультатив татарского языка (татары — вторая по численности национальность в Прикамье), также большое значение придавалось преподаванию истории и обличения старообрядческого раскола. Некоторое время семинаристы изучали медицину и учились оспопрививанию, так как большинство выпускников в дальнейшем направлялись на сельские приходы, где, как правило, священник был единственным образованным человеком.
В 1918 году была закрыта большевиками, но с приходом в город Колчака вновь была открыта на несколько месяцев. В годы Великой Отечественной войны была неудачная попытка возрождения семинарии.
После закрытия семинарии до 2003 года в её огромном здании располагались военные учебные заведения. Здание было ещё более расширено.

### Возобновление деятельности
Возрождению семинарии предшествовало открытие в 1990-х годах пастырских курсов при кафедральном соборе, а в 2003 году духовного училища, с 4-летним сроком обучения. В создании и развитии духовного училища главную роль сыграл его ректор епископ Иринарх (Грезин). Духовное училище размещалось на территории Свято-Троицкого кафедрального собора Перми, в бывшем здании воскресной школы.
Семинария осуществляет подготовку церковно-священнослужителей, бакалавров теологии, срок обучения 5 лет. Существует заочный сектор обучения. Студенты дневного отделения проживают в бесплатном общежитии, обеспечиваются 4-хразовым питанием, униформой (чёрный китель и брюки), получают стипендию. Также на период обучения семинаристам предоставляется отсрочка от армии с возможным её продлением по окончании учёбы, если выпускник продолжит образование в духовной академии или посвятит себя церковному служению. За время обучения студенты проходят курс ряда богословских и гуманитарных дисциплин, изучают православное богословие, богослужебный устав, историю Церкви, церковное искусство (в том числе, пение), современные и классические древние языки, специализированные предметы, необходимые для пастырской деятельности. Учебный процесс в семинарии сопровождается активной богослужебной практикой с обязательным посещением воскресных и праздничных богослужений, пением в хоре, послушаниями пономаря, чтеца, произнесением проповедей. Студенты регулярно принимают участие в различных паломничествах, крестных ходах, музыкальных выступлениях, спортивных состязаниях, научных конференциях, преподают в воскресных школах Перми взрослым и детям, публикуют духовные статьи собственного сочинения в православных печатных изданиях. На дневное (пастырское) отделение принимаются только лица мужского пола православного вероисповедания в возрасте до 35 лет, на заочное — до 50 лет, с полным или специальным средним образованием, не вступавшие брак или находящиеся в первом браке.
При семинарии действует регентское отделение, в которой могут обучаться девушки православного вероисповедания. В 2003 г. Пермская регентско-певческая школа, существующая с 1996 года, стала факультетом Пермского духовного училища, после образования семинарии школа временно стала отдельным учебным заведением, находящимся в Закамске при храме Святого равноапостольного князя Владимира, а с 2015 года стала отделением при семинарии.
Третьим отделением Пермской семинарии является иконописная школа, которая находится в Свято-Троицком Стефановом монастыре.
Также при Пермской семинарии есть Катехизаторское (и педагогическое, для работы с детьми) отделение, где в свободное от учёбы и работы вечернее время получают духовное образование все желающие. С целью повышения религиозных знаний у населения Пермского края преподаватели, сотрудники и даже учащиеся катехизаторского центра выступают с богословскими лекциями во многих населённых пунктах Пермской митрополии.
На всех четырёх отделениях Пермской семинарии форма обучения очная (дневная) и заочная.
24 ноября 2010 года митрополит Мефодий совершил освящение нового здания семинарии по ул. Шоссе Космонавтов, 185, переданного Русской православной церкви в безвозмездное пользование. В семинарии действует храм во имя св. Апостола и евангелиста Иоанна Богослова, в котором проходят ежедневные богослужения.
В семинарии действует самая большая в Пермском крае православная библиотека, насчитывающая более 35 тысяч наименований книг. Тем не менее, в Пермской семинарии на пастырском отделении очно обучается пока мало учащихся.
В феврале 2024 года Рособрнадзор выдал семнарию лицензию на ведение образовательной деятельности по программе ФГОС 48.03.01 «Теология» (бакалавриат).

## Ректоры семинарии
- архимандрит Парфений (Гуриновский) (1804—1807)
- архимандрит Ириней (1807—1812)
- Иероним (Кирилов) (? — 1818)
- архимандрит Иона (Капустин) (22 июня 1829 — 15 марта 1830)
- иеромонах Иоанн (Оболенский) (1830) и.д. ректора
- архимандрит Палладий (Виноградов) (1831)[7]
- архимандрит Никодим (Лебедев) (1840 — сентябрь 1842)
- архимандрит Антоний (Радонежский) (1851—1854)
- архимандрит Палладий (Пьянков) (11 мая 1854—1860)
- архимандрит Вениамин (Карелин) (июль 1862—1866)
- архимандрит Александр (Хованский) (1866—1868)
- архимандрит Иероним (Лаговский) (1868—1879)
- архимандрит Иаков (Домский) (1879—1883)
- Лепешинский, Василий Иванович (? — 1891)
- протоиерей Николай Добронравов (1891)
- архимандрит Виссарион (Зорин) (11 марта 1914 — 6 октября 1914)
- архимандрит Пимен (Белоликов) (1914—1916)
- епископ Феофан (Ильменский) (1916—1917)
- архимандрит Матфей (Померанцев) (1917—1918)
- протоиерей Николай Знамировский (1919)
- епископ Иринарх (Грезин) (25 декабря 2009—2010)
- митрополит Мефодий (Немцов) (24 декабря 2010 ― 15 мая 2025)
- иерей Алексий Сафронов (с 15 мая 2025)

## Известные выпускники
- 1844 — Евгений Попов — протоиерей города Перми, писатель-богослов
- 1846 — Иван Первушин — священник, математик, член-корреспондент Санкт-Петербургской, Парижской и Миланской академий наук
- 1854 — Василий Флоринский — один из организаторов Томского университета
- 1870 — Павел Серебренников — доктор медицинских наук
- 1877 — Александр Попов — физик, изобретатель в области радиосвязи
- 1894 — Антон Карташёв — церковный историк и обер-прокурор Синода
- 1899 — Павел Бажов — уральский писатель
- 1900 — Стефан (Знамировский) — архиепископ, священномученик
- 1901 — Владимир Верхоланцев — педагог, пермский краевед
- 1901 — Александр Присадский — православный священник в США
- 1903 — Александр Серебренников — педагог, историк, музейный деятель
- 1909 — Лев (Черепанов) — епископ, священномученик
- 1917 — Александр Шишкин — церковный активист
- 1917 — Константин Богоявленский — священномученик

Учились, но не окончили.
- 1836 — Антонин (Капустин) (перевёлся в Екатеринославскую семинарию) — архимандрит, начальник русской духовной миссии в Иерусалиме, археолог, публицист
- 1872 — Дмитрий Мамин-Сибиряк — писатель
- 1918 — Николай Тохтуев — дьякон, священномученик